# 北海道道658号本别本别停车场线
北海道道658号本别本别停车场线（日语：北海道道658号本別本別停車場線）是一条位于北海道十胜综合振兴局管内中川郡本別町的普通道级道路（北海道道）。

## 道路概况
- 起点：北海道中川郡本別町東本別
- 終点：北海道中川郡本別町北3丁目（旧北海道池北高原铁道本别站）
- 总距离：7.5千米

## 经过的自治体
- 十胜综合振兴局
  - 中川郡本別町

## 主要连接道路
- 国道242号（本別町北1丁目〜本別町北3丁目）：重複
- 北海道道499号勇足本别停车场线・北海道道770号美里别本别停车场线（本別町北3丁目〜終点）：重複

## 历史
- 1969年6月18日 - 路線勘定（北海道告示第1249号）

## 沿線・道之驿
- 本别公园
- 道之驿斯特拉☆本别（本別站跡）